# Bryan Orritt
Bryan Orritt est un footballeur gallois né le 22 février 1937 à Caernarfon et mort le 24 mars 2014 à Johannesbourg. Il jouait au poste d'attaquant ou de milieu de terrain.

## Biographie
Bryan Orritt commence sa carrière de footballeur dans le club local de Llanfair PG avant de rejoindre Bangor City en 1954. Son talent attire rapidement l'attention, et il signe pour Birmingham City en 1956.
Orritt participe notamment aux finales de la Coupe des villes de foires en 1960 et 1961.
En 1962, Orritt rejoint le Middlesbrough FC, où il devient le premier joueur de l’histoire du club à entrer en jeu en tant que remplaçant officiel.
Après son passage en Angleterre, Orritt émigre en Afrique du Sud, où il poursuit sa carrière de joueur et commence à entraîner. Il joue d'abord pour le club des Southern Suburbs, puis passe par Durban United, Johannesbourg Rangers et enfin Berea Park (en).
Au total, il dispute 100 matchs pour 3 buts marqués en première division anglaise. En compétitions européennes, il joue 12 matchs et inscrit 3 buts en Coupe des villes de foires.

## Palmarès
Birmingham City
- Coupe des villes de foires :
  - Finaliste : 1958-1960 et 1960-1961.